# Першково (Архангельська область)
Першково (рос. Першково) — присілок в Пінезькому районі Архангельської області Російської Федерації.
Населення становить 1 особу. Входить до складу муніципального утворення Пинежське муніципальне утворення.

## Історія
Від 1937 року належить до Архангельської області.
Орган місцевого самоврядування від 2004 року — Пинежське муніципальне утворення.

## Населення
| 2002 | 2010 | 2012 |
| ---- | ---- | ---- |
| 0    | →0   | ↗1   |